# 1551
1551 је била проста година.

## Смрти

### Јануар
- - Википедија:Непознат датум — Људевит Пасковић, српско црногорски књижевник. (* 1500)